# Котов, Федот Афанасьевич
Федот (в некоторых источниках Фёдор) Афана́сьевич Ко́тов (первая половина XVII века; даты рождения и смерти неизвестны) — московский купец, отправившийся в 1623 году с государственными средствами в Персию. Своё путешествие описал в сочинении «О ходу в Персидское царство и из Персиды в Турскую землю и в Индию и в Урмуз, где корабли приходят», которое было опубликовано во «Временнике» за 1852 год (том XV), а впоследствии — в Государственном издательстве восточной литературы в 1958 году.

## Исторические сведения
Даты жизни Федота Котова неизвестны, но существует предположение, что он принадлежал к богатому купеческому роду, а его предки занимались торговлей с Востоком. В одном из документов 1589 года, опубликованном впервые в 1851 году, есть упоминание о купце Степане Котове, занимавшемся сбором таможенных пошлин.
Впервые имя именно Федота Котова встречается в исторических документах в 1617 году, когда боярская дума, желая отблагодарить англичан за участие в заключении Столбовского договора, планировала по просьбе посла Джона Мерина (Мерика) выделить им участок около Вологды для сеяния льна: многие купцы тогда выступили против этого, но Котов и некоторые другие поддержали идею, не видя в этой затее какого-либо ущерба русской льняной промышленности и торговле. В документах 1619 года он также упоминается как вновь поддержавший англичан, только на этот раз речь шла о предоставлении англичанам право осуществлять их торговлю с Персией через Московское государство.

## Путешествие в Персию
Более всего Котов известен своим путешествием в Персию в 1623—1624 годах, которое он совершил по поручению царя Михаила Фёдоровича Романова «в купчинах, с государевой казною», выступив из Москвы 5 мая 1623 года в сопровождении отряда из восьми человек. До Астрахани он добирался по российским рекам (Москва, Ока, Волга), оттуда (покинув Астрахань 8 августа) по Каспию добрался к 14 августа до Ширвана, а затем сухим путём достиг к 20 июня персидского города Исфахана. Поскольку Котов купечествовал с царскими товарами, это обстоятельство давало ему множество различных привилегий, в первую очередь — отсутствие всевозможных дипломатических препятствий на своём пути: подобные трудности совершенно не упоминаются в его книге.
После Исфахана Котов побывал также в «Турской земле», «Индеи» и «городе Индейском Урмузе». Историю своего посольства он описал в труде под названием «О ходу в Персидское царство и из Персиды в Турскую землю и в Индию и в Урмуз, где корабли приходят», которое было записано с его слов в первой половине XVII века и опубликовано более чем через два столетия после завершения его странствий с сохранившейся рукописи; возможно, этот своего рода дневник он вёл намеренно, по специальному повелению Посольского приказа.
В своей работе Котов описывает самые разнообразные подробности увиденных им мест и местных жителей: рассказывает о местностях, реках, городах, мечетях, обычаях и одежде местного населения, способах передвижения, а также очень часто указывает расстояния между различными населёнными пунктами в днях езды, подробно описывает важнейшие мусульманские праздники и множество других вещей, в том числе — местные постройки, сравнивая их с московскими (не в пользу последних, так как восточная архитектура казалась ему более красивой); присутствуют в его книге также описания увиденной им местной флоры и фауны, климата, особенностей ведения сельского хозяйства. Отдельное место в сочинении занимает описание встречи автора с персидским шахом Аббасом, возвращавшимся после взятия Багдада, которая произошла, по его словам, 26 июня 1624 года.

## Рукописи сочинения и их публикация
Впервые сочинение Котова было опубликовано в 1852 году в XV томе «Временника» Московского Императорского общества истории и древностей. Публикация сопровождалась небольшим предисловием за авторством историка И. Д. Беляева, в котором, в частности, указывался первоисточник — некая редкая и малоизвестная рукопись, обнаруженная в библиотеке М. П. Погодина. Предположение о том, что оригинал рукописи был создан в первой четверти XVII века, также было высказано Беляевым.
В 1907 году в «Известиях Отделения русского языка и словесности Императорской академии наук» М. П. Петровским (под криптонимом М. П-ий) была опубликована другая рукопись этого произведения, которая датировалась также XVII веком, но в которой издатель, в отличие от издания с предисловием Беляева, сохранил орфографию начала XVII века. Эта рукопись имела уже другое название — «Хождение на Восток Ф. А. Котова в первой четверти XVII в.». Впоследствии была обнаружена ещё одна рукопись сочинения, датированная XVIII веком.
В 1958 году в Государственном издательстве восточной литературы был выпущен перевод рукописи, первоначально изданной М. Петровским, на современный русский язык, снабжённый большим количеством комментариев.
В 1977 году в иранском Издании национальной библиотеки был выпущен перевод хождения на персидский язык.